# Радьківка (Борівський район)
Радьківка - село, що існувало у Борівському районі Харківської області до затоплення Червонооскільського водосховища

## Історія
Засноване 1668 року. 
У 1913 році в селі було початкове народне училище
Припинило існувати у 1958 році.